# Винарство
Винарството е технологичният процес на производство на вино от грозде (или други плодове). Процесът започва с избора на гроздето и завършва с бутилирането на произведеното вино.
Гроздето трябва да достигне пълна зрялост, т.е. когато в него се натрупа достатъчно количество захар. В този момент плодът става мек, а ципата, която го покрива, става тънка и почти прозрачна. Гроздовете натежават, лесно се късат, а сокът им става гъст и сладък. За да се определи обаче точният момент на гроздобера, трябва опитното око на дългогодишен винопроизводител, тъй като и други фактори играят роля - почвата, климата, сорта грозде и други. Така например гроздето не се бере по време на дъжд, мъгла или рано сутрин, когато има роса.
Съществуват разлики при брането и производството на бяло и червено вино. Виното отлежава в специални бъчви.